# جون كورنويل (كاتب)
جون كورنويل (مواليد عام 1940) (بالإنجليزية: John Cornwell)‏ صحفي وكاتب إنجليزي، وزميل في كلية يسوع، كامبريدج.